# Adán Martín Menis

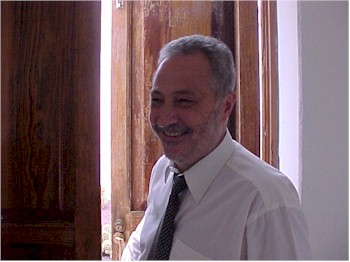
Adán Martín Menis

Adán Martín Menis (* 19. Oktober 1943 in Santa Cruz de Tenerife; † 10. Oktober 2010 in Barcelona) war ein spanischer Politiker. 

## Leben und Wirken
Vom 4. Juli 2003 bis zum 27. Mai 2007 war Adán Martín Menis gewählter Präsident der Regierung der Kanarischen Inseln, einer Autonomen Gemeinschaft Spaniens.
Zuvor war er vom 30. Juni 1987 bis 9. Juli 1999 Präsident der Inselregierung Teneriffas, dem Cabildo Insular de Tenerife, und danach vom 17. Juli 1999 bis 4. Juli 2003 Vizepräsident und Minister für Wirtschaft und Finanzen der Kanarischen Inseln. Außerdem gehörte er dem Kanarischen Parlament vom 6. Juni 1993 bis 3. März 1996 als Abgeordneter an.
Adán Martín Menis gehörte sowohl der Regionalpartei Agrupación Tinerfeña de Independientes als auch der Partei Coalición Canaria (CC) an, die von Mai 2005 bis Mai 2007 während seiner letzten Amtszeit im kanarischen Parlament 23 Abgeordnete stellte. Er lehnte eine weitere Kandidatur für die Neuwahlen zur Präsidentschaft im Mai 2007 ab. Am 30. Mai 2007 verabschiedete er sich offiziell im Auditorio de Tenerife aus der Politik. Er gab an, sich vollständig daraus zurückziehen zu wollen. Sein Nachfolger als Kanarischer Inselpräsident wurde Paulino Rivero Baute.
Adán Martín Menis war gelernter Ingenieur und mit Pilar Parejo verheiratet. Er verstarb in einem Krankenhaus in Barcelona an Krebs und fand seine letzte Ruhestätte auf dem Cementerio de Santa Lastenia in Santa Cruz de Tenerife.

## Werdegang
- 1979–1987: Bürgermeister von Santa Cruz de Tenerife
- 1982–1986: Regierungsmitglied der Inselregierung Teneriffas
- 1993–1996: Abgeordneter im Kanarischen Parlament
- 1987–1999: Vizepräsident und Minister für Wirtschaft und Finanzen im Kanarischen Parlament, Präsident der Regierung Teneriffas
- 2003–2007: Präsident der Regierung der Kanarischen Inseln